# Sunset over Wasteland
Albums de The Scabs
Live Dog
(1993)
Sunset over Wasteland, sorti en 1995, est le septième et dernier album du groupe de rock belge The Scabs.

## L'album
Seul album studio avec le guitariste Tjenne Berghmans.

Premier album studio depuis deux ans, c'est aussi le dernier album du groupe qui se séparera en 1996.

Toutes les compositions ont été écrites par les membres du groupe.

## Les musiciens
- Guy Swinnen : voix, guitare
- Tjenne Berghmans : guitare
- Fons Sijmons : basse
- Frankie Saenen : batterie

## Les titres
1. Live Dog - 5 min 43 s
2. Seven Seas - 3 min 25 s
3. Lonely Man - 4 min 03 s
4. The Truth - 3 min 45 s
5. The Enemy - 3 min 03 s
6. Something Wild - 3 min 25 s
7. Cookie - 3 min 09 s
8. it's True - 3 min 07 s
9. Silly Me - 5 min 11 s
10. Fly - 2 min 49 s
11. Please Explain - 5 min 16 s
12. Life and Love - 4 min 08 s
13. Can't Cry Over Yesterday - 3 min 38 s
14. Tonight - 3 min 31 s

## Informations sur le contenu de l'album
- Seven Seas, Lonely Man et Silly Me sont également sortis en single
- Mark Thijs assure les parties d'harmonica et de percussions